# ブロムワレリル尿素

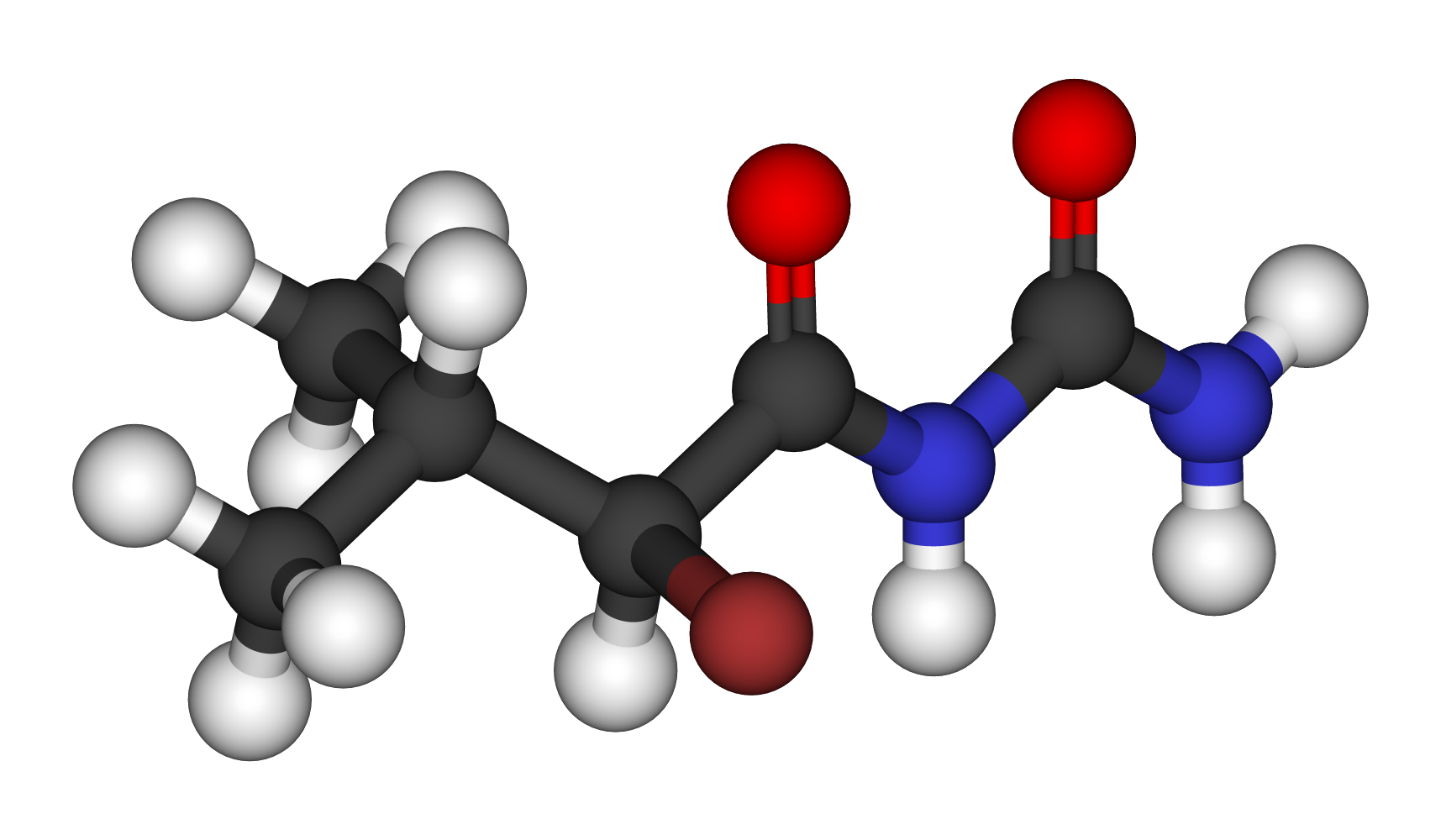
ブロムワレリル尿素の球棒モデル

ブロムワレリル尿素（ブロムワレリルにょうそ、英: bromovalerylurea）は、鎮静催眠作用のあるモノウレイド系の化合物である。日本では1915年に発売された商品ブロバリンという医薬品は不眠症の適応があり、一般用医薬品ではアリルイソプロピルアセチル尿素との合剤であるウットや、解熱鎮痛薬などにも成分の1つとして配合され、ナロン、ナロンエースなどが市販されている。かつては商品名カルモチンも販売されていた。
第15改正日本薬局方より、ブロモバレリル尿素と表記される。世界ではブロミソバル（Bromisoval（INN）, Bromisovalum）で知られる。
ブロムワレリル尿素は1907年に登場し、オーバードーズで死亡する危険性から、20世紀前半にはバルビツール酸系が主流となり、これも1960年代に登場したベンゾジアゼピン系に取って代わられている。アメリカ合衆国では、ブロムワレリル尿素を含む臭化物は医薬品として販売禁止されている。日本では1965年より総合感冒薬には使用できない。
過去に自殺に用いられ、過量服薬や乱用の危険性があるにもかかわらず、2009年には日本でなぜ用いられているか理解に苦しむ、という専門家のコメントがある。連用により薬物依存症、急激な量の減少により離脱症状を生じることがある。日本では「乱用の恐れのある医薬品の成分」として、含有される一般薬の販売が原則で1人1包装に制限され、若年者（高校生、中学生等）については、身分証明書により、氏名及び年齢を確認する。日本では、ブロムワレリル尿素の催眠鎮静剤は習慣性医薬品、劇薬である。
急性の過剰摂取では、ブロム中毒をきたす。ブロムワレリル尿素自体の血中濃度の半減期は2.5hであるが、代謝物であるブロムの血中濃度半減期が12日と著しく長く、連用により慢性ブロム中毒をきたすことがあり、症状は多彩で精神、認知、神経、また皮膚の症状を生じる。小脳の萎縮を引き起こすことがある。

## 商品

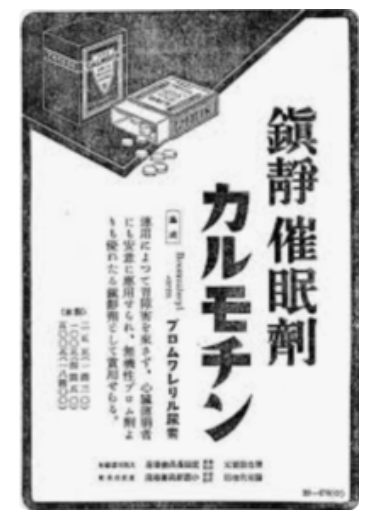
カルモチンの昔の広告

1907年にSoamが創薬し、1908年にドイツ帝国のKnoll社がブロムラル(Bromural)の商品名で発売した。
日本では、医療用医薬品（処方箋医薬品以外の医薬品）に、鎮咳・鎮痛・解熱剤としてカフコデN配合錠（ファイザー）がある。催眠鎮静剤として発売されていた、1915年発売のブロバリン原末（Brovarin、日本新薬）、ブロモバレリル尿素（後発医薬品各社）は、代替となる医薬品が複数登場したことから、相次いで発売中止、または発売中止が決定している。
一般用医薬品（指定第二類医薬品）は、鎮静剤として「ウット」（伊丹製薬）がアリルイソプロピアルアセチル尿素などとの合剤、「奥田脳神経薬 I、K、M、W」（奥田製薬）がチョウトウ、ニンジンなどの生薬やカフェインなどとの配合剤で各種ある。また、鎮静作用から解熱鎮痛薬にも配合されていて、ナロン、ナロンエースなど（大正製薬）がある。販売中止となったものに、グレランエース錠（武田コンシューマーヘルスケア）、リスロンS（佐藤製薬）、カルモチン（武田薬品工業）がある。

## 歴史
ブロムワレリル尿素は1907年（明治40年）に登場した。名古屋医科大学内科での、自殺を目的とした急性薬物中毒は、1925年から4年間では催眠劑は13.8%であったものが、1932年（昭和7年）から2年間で55%と著しく増加し、研究ではブロムワレリル尿素を含有する商品名カルモチンに言及されている。（愛知県では1935年から2年間では約43%である）
低用量の使用の際には、死亡の危険性がより少ないということで、20世紀前半にはバルビツール酸系が主流となった。さらに、1960年代にこれらより死亡の危険性や依存の危険性が低いベンゾジアゼピン系が登場し、主流となった。アメリカ合衆国では、ブロムワレリル尿素を含む臭化物は、医薬品としては禁止されている。
しかしながら、日本の1950～60年代の第二次自殺ブームの主役となった薬であり、多くの若者がこの薬で自殺を試みた。毎年約4,000人が臭化物中毒で死亡し、ブロムワレリル尿素によるものが最も多かった。そのため自殺防止のため、市販薬では一錠あたり500mgを超えた薬は発売が禁止され、医師が発行する処方箋の必要な処方箋医薬品に変更された。1965年に「かぜ薬の承認基準」が設けられた時、ブロムワレリル尿素とアリルイソプロピルアセチル尿素については、主作用が催眠作用であるため、使用できる薬剤から削除された。
日本中毒情報センターへのブロムワレリル尿素の問い合わせ件数では、1990年代前半では毎年40件、2003年では4件であり（注・日本中の事故の総数ではない）、中毒診療では重要とされる。2010年の報告でも、不審死からの検死解剖から5年分2938件中で60件と主な原因となっているものではないが、検出が微増して続いているとされる。過量服薬や薬物乱用の危険性があるのに、なぜ現在でも用いられているか理解に苦しむという専門家のコメントがある。薬物乱用（や自殺対策）の専門家である松本俊彦によれば、論外の薬である。
1990年代以降は、ナロン、ウット、ブロバリンを用いた、常用量による慢性ブロム中毒の報告も増えている。
2014年6月より、薬事法の改正により「乱用の恐れのある医薬品の成分」として、ブロムワレリル尿素が含有される一般薬の販売が、1人1箱に制限されている。
2022年には、ブロバリン原末が発売中止になり、同成分のブロモバレリル尿素を発売する他社もこれに続き、2025年3月末の経過措置をもって、催眠鎮静剤としては市場から撤退することになった。

## 薬物動態
ブロムワレリル尿素の血中半減期は2.5hであるが、代謝物であるブロムの血中半減期が12日と著しく長い。（比較すればバルビツール酸系のフェノバルビタールで約4日、ベンゾジアゼピン系の長時間型とされるジアゼパムで約24時間であり、さらに20世紀後半にはトリアゾラム（ハルシオン）など、超短時間型の薬剤が開発されている。）このため連用により体内に蓄積し、慢性中毒症状をきたすことがある。腎機能が低下している場合、蓄積が助長される。
ブロムワレリル尿素は、体内で代謝されブロム(Br)となり、クロール(Cl)と置換され中枢神経系で細胞膜輸送系を障害する。このことが副作用の神経症状の発症機序となる。

## 副作用
以降に記すが、慢性的な摂取で臭化物中毒（bromid intoxication、ブロム中毒:bromism）をきたすが、症状は多彩で、精神、認知、神経、また皮膚の症状を生じる。また、薬剤の服用を中止した場合、離脱症状による頭痛が生じる事がある。
過敏症発疹、紅斑、そう痒感等の過敏症状
消化器悪心・嘔吐、下痢等
精神神経系頭痛、めまい、ふらつき、知覚異常、難聴、興奮、運動失調、抑うつ、構音障害等
その他発熱

### 依存性
反復して摂取すると依存を生じることがある。服用後、眠気が現れることがあり、乗り物や機械類の操作をしないよう注意する必要がある。
日本では2017年3月に「重大な副作用」の項に、連用により薬物依存症を生じることがあるので用量と使用期間に注意し慎重に投与し、急激な量の減少によって離脱症状が生じるため徐々に減量する旨が追加され、厚生労働省よりこのことの周知徹底のため関係機関に通達がなされた。

### 急性中毒
急性中毒では、見当識（いつ、どこ、だれの認識）の障害、言語障害、歩行障害などをきたす。呼吸抑制も生じる。服薬中止や輸液により数日から、遅くて数週間で回復するが、それ以降に残る症状は障害となったものと考えられる。
薬物鑑別のため、尿中乱用薬物のスクリーニングに用いる検出キット「トライエージDOA」では、ブロムワレリル尿素は検出できない。一般に中毒症状の診断に画像検査を用いることは少ないが、ブロムワレリル尿素はX線に不透過のため、X線撮影が利用できる。

### 慢性ブロム中毒
小脳、特に虫部の萎縮をきたすことがある。
アリルイソプロピルアセチル尿素によって薬疹を生じた患者で、ブロムワレリル尿素でも薬疹を起こし、交差反応が生じた例が報告されている。

## 検査法

### 簡易検査法
アルキル化剤としての性質を利用して、ニトロベンジルピリジン法により簡便な操作で検出できる。検査試料としては胃内容液あるいは尿1mlを用い、10μg/ml以上の濃度で検出可能であるがこの方法は有機リン系農薬でも陽性となるので、必ずコリンエステラーゼ活性値が低下していないかを確認する必要がある。

### 機器分析法
ブロムワレリル尿素の測定法には「GC」、「GC/MS」、「HPLC」、「LC/MS」法があるが、熱に不安定でキャピラリーカラムを用いたGC法では分析が困難である。そのため「HPLC」を用いた方法が一般的に用いられる。

## 過剰摂取の治療法
ブロムワレリル尿素と臭素の両方を考慮に入れる必要がありアセトアミノフェンを含有する場合は、これにも注意が必要である。ただし、1回摂取の急性中毒の場合は臭素が問題となることは少ない。胃内に多量に残存している場合が多いので、催吐、胃内容物の吸引、胃洗浄、必要に応じ活性炭投与を行う。
吸収されたブロムワレリル尿素の排泄促進には強制利尿が効果的で、留置カテーテルによる導尿を行い、フロセミド静脈注射を反復投与する。対処療法として昇圧剤、強心剤、呼吸興奮剤等の投与を、重症の場合は血液透析、血液灌流を行う。中枢神経抑制だけならば、気道の確保を中心とする。慢性の臭素中毒の治療には、塩化物を投与する方法もある。